# 梅达维
梅达维（法語：Médavy，法語發音：[medavi] ⓘ）是法国奥恩省的一个市镇，属于阿让唐区。

## 地理
梅达维（48°40'39"N, 0°5'23"E）面积4.34 平方千米，位于法国诺曼底大区奧恩省，该省份为法国西北部内陆省份，北起顺时针与卡爾瓦多斯省、厄尔省、厄尔-卢瓦省、萨尔特省、马耶讷省和芒什省接壤。
与梅达维接壤的市镇（或旧市镇、城区）包括：阿尔默内什、布瓦塞拉朗德、阿尔默内什堡、莫尔特雷。

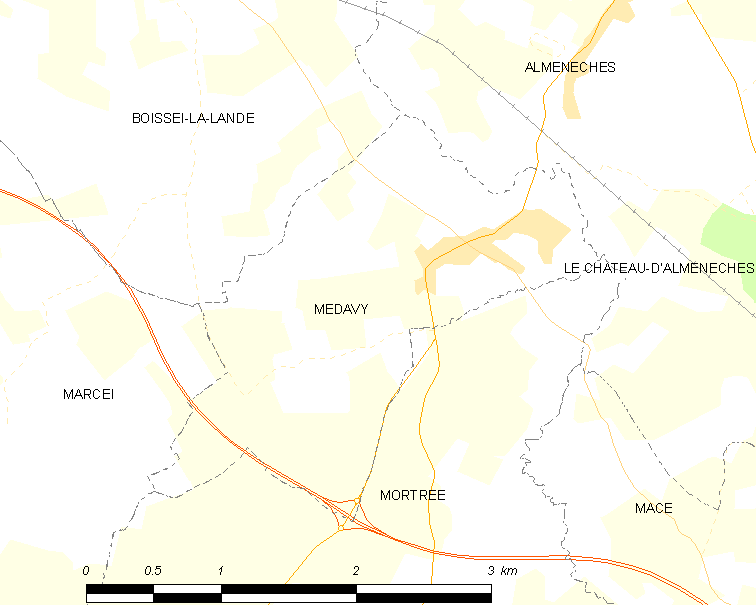
梅达维的OSM定位图

梅达维的时区为UTC+01:00、UTC+02:00（夏令时）。

## 行政
梅达维的邮政编码为61570，INSEE市镇编码为61256。

## 政治
梅达维所属的省级选区为塞镇县。

## 人口

1962-2008年间梅达维人口变化图示

梅达维于2022年1月1日时的人口数量为153人。